# ماکوره
ماکوره (به پرتغالی: Macururé) یک منطقهٔ مسکونی در برزیل است که در باهیا واقع شده‌است. ماکوره ۷٬۷۸۷ نفر جمعیت دارد.